# マレイ・マクラクラン
マレイ・マクラクラン（Murray McLachlan, 1965年1月6日 - ）は、イギリス出身のピアノ奏者。

## 経歴
スコットランドのダンディー生まれ。マンチェスターのチェザムズ音楽学校やケンブリッジ大学で音楽を学び、1985年からピーター・ケイティンにピアノを学んだ。1987年にオランダのテレビ番組で、セルゲイ・ラフマニノフのピアノ協奏曲第2番を弾いてデビューを飾った。1988年にニコライ・ミャスコフスキーのピアノ作品をオリンピア・レーベルに録音し、以後アラム・ハチャトゥリアン、ロディオン・シチェドリン、アレクサンドル・チェレプニンなどのピアノ作品を矢継ぎ早に録音したことで、ロシア音楽のスペシャリストの一人とみなされるようになった。1990年代にはイギリス国内だけでなく、南アフリカ、アメリカ、極東やヨーロッパ諸国にも演奏旅行に出かけた。1997年にはマルタでの音楽活動が称えられ、イギリス王室からエルサレムの聖ヨハネ騎士団オフィサー章を贈られている。また同年に母校のチェザムズ音楽学校の講師となり、後進の指導にもあたっている。